# ウィリアム・マクリー

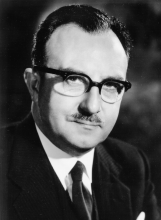
ウィリアム・マクリー

サー・ウィリアム・ハンター・マクリー（Sir William Hunter McCrea、1904年12月13日 -  1999年4月25日）は、アイルランドに生まれイギリスで活動した理論天文学者、数学者。フレッド・ホイルらと定常宇宙論を唱えた一人である。
ダブリンに生まれた。ケンブリッジのトリニティ・カレッジで学ぶ。1930年にエディンバラ大学の数学講師になった後、インペリアル・カレッジ・ロンドン助教授、ベルファストのクイーンズ大学の教授となる。第二次大戦中はオペレーションズリサーチの研究に加わり、1944年からロンドン大学ロイヤル・ホロウェイ・カレッジの数学教授となり、1965年にサセックス大学の宇宙センターを創設した。
1952年に王立協会フェロー選出。1961年から1963年まで王立天文学会会長を務め、1976年王立天文学会ゴールドメダルを受賞。1985年ナイトを叙勲した。